# Unione Sportiva Legnaghese 1923-1924
Questa pagina raccoglie le informazioni riguardanti l'Unione Sportiva Legnaghese nelle competizioni ufficiali della stagione 1923-1924.

## Rosa
| N. |                   | Ruolo | Calciatore          |
| -- | ----------------- | ----- | ------------------- |
|    | Italia (bandiera) | P     | Marcello Boschini   |
|    | Italia (bandiera) | D     | Antonio Cavattoni   |
|    | Italia (bandiera) | D     | Bruno Massaron (II) |
|    | Italia (bandiera) | D     | Massaron (III)      |
|    | Italia (bandiera) | D     | Montagnana          |
|    | Italia (bandiera) | A     | Olfi                |

| N. |                   | Ruolo | Calciatore         |
| -- | ----------------- | ----- | ------------------ |
|    | Italia (bandiera) | C     | Giovanni Paronetti |
|    | Italia (bandiera) | C     | Passaia            |
|    | Italia (bandiera) | C     | Guido Pescarini    |
|    | Italia (bandiera) | D     | Luigi Turra        |
|    | Italia (bandiera) | C     | Zanetti            |
|    | Italia (bandiera) | C     | Vasco Zorzan       |